# Β-リシン5,6-アミノムターゼ
β-リシン5,6-アミノムターゼ(Beta-lysine 5,6-aminomutase、EC 5.4.3.3)は、以下の化学反応を触媒する酵素である。
(3S)-3,6-ジアミノヘキサノン酸{\displaystyle \rightleftharpoons }(3S,5S)-3,5-ジアミノヘキサノン酸
従って、この酵素の基質は(3S)-3,6-ジアミノヘキサノン酸（β-リシン）、生成物は(3S,5S)-3,5-ジアミノヘキサノン酸である。
この酵素は異性化酵素、特にアミノ基を移す分子内転位酵素（ムターゼ）に分類される。系統名は、(3S)-3,6-ジアミノヘキサノン酸 5,6-アミノムターゼ((3S)-3,6-diaminohexanoate 5,6-aminomutase)である。この酵素は、リシン分解に関与している。また、活性には補因子としてコバミドを必要とする。

## 構造
2007年末時点で、1つの構造が解明されている。蛋白質構造データバンクのコードは、1XRSである。